# Baecula limbulata
Baecula limbulata är en fjärilsart som beskrevs av Druce. Baecula limbulata ingår i släktet Baecula och familjen nattflyn. Inga underarter finns listade i Catalogue of Life.